# Aeonium glutinosum
Aeonium glutinosum ist eine Pflanzenart aus der Gattung Aeonium in der Familie der Dickblattgewächse (Crassulaceae). Das Artepitheton glutinosum stammt aus dem Lateinischen, bedeutet ‚klebrig‘ und verweist auf die klebrigen Laubblätter der Art.

## Beschreibung

### Vegetative Merkmale
Aeonium glutinosum bildet mehrjährige, rasenförmige oder leicht buschige Rosettenpflanzen. Die kahlen klebrigen und glatten Triebe erreichen Durchmesser von 7 bis 20 Millimetern. Die becherförmigen Rosetten weisen einen Durchmesser von 12 bis 22 Zentimetern auf. Die blass- bis mattgrünen, verkehrt eiförmig-spateligen Laubblätter sind zu ihrer Spitze hin zugespitzt und an der Basis keilförmig. Ihre fast kahle Blattspreite ist 7 bis 12 Zentimeter lang, 3 bis 5,5 Zentimeter breit und 2 bis 4,5 Millimeter dick. Der Blattrand ist mit sehr wenigen bis zahlreichen, geraden bis gebogenen Wimpern von bis zu 0,5 Millimetern Länge besetzt. Entlang der Mittelrippe und nahe der Spitze sind in der Regel bräunliche Streifen vorhanden.

### Blütenstände und Blüten
Der sehr lockere, klebrige Blütenstand ist 15 bis 40 Zentimeter hoch und 15 bis 30 Zentimeter breit. Der Blütenstandsstiel ist 10 und 25 Zentimeter lang. Die acht- bis zehnzähligen Blüten stehen an schwach flaumhaarigen Blütenstielen von 2 bis 10 Millimetern Länge. Ihre Kelchblätter sind schwach flaumhaarig. Die gelben, an der Unterseite rötlich linierten, eiförmigen bis lanzettlichen Kronblätter sind 5 bis 7 Millimeter lang und 2 bis 3 Millimeter breit. Die Staubfäden sind kahl.
Die Blütezeit ist Juni bis August.

### Chromosomenzahl
Die Chromosomenzahl beträgt 2n = 36.

## Systematik und Verbreitung
Aeonium glutinosum besiedelt felsige Lebensräume und ist auf der Insel Madeira weit verbreitet. Auf den niedrigeren Nachbarinseln Porto Santo und Deserta Grande kommt sie selten vor. Die Vertikalverbreitung erstreckt sich von knapp über Meereshöhe bis 1700 Metern.
Die Erstbeschreibung als Sempervivum glutinosum durch William Aiton wurde 1789 veröffentlicht. Philip Barker Webb und Sabin Berthelot stellten die Art 1840 in die Gattung Aeonium.

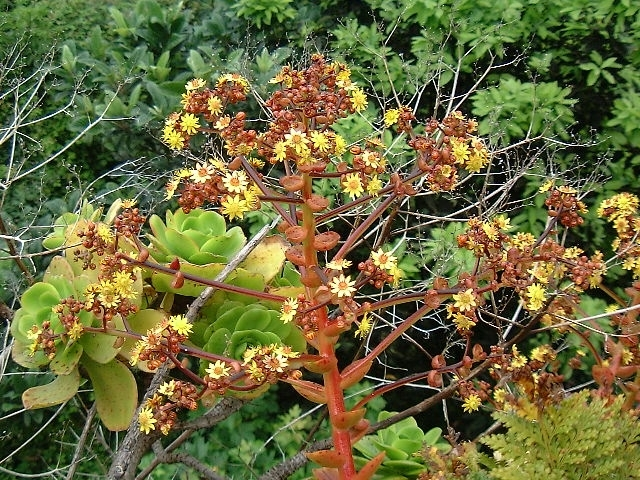

## Nachweise